# Albizia richardiana
Albizia richardiana är en ärtväxtart som först beskrevs av Voigt, och fick sitt nu gällande namn av George King och David Prain. Albizia richardiana ingår i släktet Albizia och familjen ärtväxter. Inga underarter finns listade i Catalogue of Life.